# Luis García Postigo
Luis García Postigo (Città del Messico, 1º giugno 1969) è un ex calciatore messicano, di ruolo attaccante.

## Palmarès

### Club

#### Competizioni internazionali
- CONCACAF Champions' Cup: 1

Pumas UNAM: 1989

#### Competizioni nazionali
- Campionato messicano: 1

Pumas UNAM: 1990-1991

### Nazionale
- Gold Cup: 1

1996

### Individuale
- Pallone d'oro (Messico): 2

1990-1991, 1991-1992
- Capocannoniere della Copa América: 1

1995 (4 gol)
- Capocannoniere della Coppa re Fahd: 1

1995 (3 gol)